# Huayuan
För andra betydelser, se Huayuan (olika betydelser).
Huayuan, tidigare romaniserat Hwayüan, är ett härad som är beläget i den autonoma prefekturen Xiangxi för tujia- och miao-folken i Hunan-provinsen i södra Kina.
Fram till 1953 hette orten Yungsui (kinesiska: 永綏?, pinyin: Yǒngsuí).